# Rio Gârbou
O Rio Gârbou é um afluente do rio Someş, na Romênia. Ele nasce da confluência dos rios Călacea e Cernuc ila de Gârbou

## Mapa
- Harta interactivă - judeţul Sălaj